# Anaxita elegantissima
Anaxita elegantissima là một loài bướm đêm thuộc phân họ Arctiinae, họ Erebidae.